# Horné Semerovce
Horné Semerovce este o comună slovacă, aflată în districtul Levice din regiunea Nitra. Localitatea se află la altitudinea de 118 m deasupra n.m., se întinde pe o suprafață de 10,09 km2 și în 2017 număra 626 de locuitori.

## Istoric
Localitatea Horné Semerovce este atestată documentar din 1276.

## Demografie
| An:                | 1994 | 2004   | 2014   | 2024   |
| ------------------ | ---- | ------ | ------ | ------ |
| Număr de persoane: | 638  | 625    | 612    | 640    |
| Diferență:         |      | −2,03% | −2,08% | +4,57% |

| An:                | 2023 | 2024   |
| ------------------ | ---- | ------ |
| Număr de persoane: | 633  | 640    |
| Diferență:         |      | +1,10% |